# Jean Frémon
Jean Frémon, né en 1946 est un écrivain français, galeriste et marchand d’art, Président-Directeur-Général de la Galerie Lelong (Paris et New York).

## Biographie
Depuis 1969, Jean Frémon a publié de nombreux ouvrages de fiction, des poèmes ainsi que des essais sur l’art dans de nombreuses maisons d'éditions.
Avec Jacques Dupin et Daniel Lelong, Jean Frémon a fondé en 1981 la Galerie Lelong qui est établie à Paris et à New York. Il y a présenté notamment des expositions de Henry Moore, Robert Ryman, Louise Bourgeois, Donald Judd, Nicola De Maria, Konrad Klapheck, Richard Serra,  Pierre Alechinsky, Barry Flanagan, Antonio Saura, Jan Dibbets, Antoni Tapies, David Nash, Jannis Kounellis, Arnulf Rainer, Sean Scully, Ana Mendieta, Wolfgang Laib, Günther Förg, Nancy Spero, David Hockney, Kiki Smith, Nalini Malani, Jaume Plensa, Barthélémy Toguo, Juan Uslé, Etel Adnan, Richard Tuttle, Christine Safa, Paula Rego.
Il a traduit les livres de David Sylvester sur Alberto Giacometti et Francis Bacon (André Dimanche éditeur).

## Œuvre
- Le Miroir, les Alouettes, éditions du Seuil, 1969
- L’Origine des légendes, éditions du Seuil, 1972, prix Henri-Dumarest de l’Académie française en 1973
- Discours de la fatigue, Fata Morgana, 1972. Livre illustré par Camille Bryen
- Ce qui n’a pas de visage, éditions Flammarion, 1976
- Le Double Jeu du tu, Fata Morgana, 1977Écrit avec Bernard Noël.
- L’Envers, Maeght, 1978. Livre illustré par Bram van Velde
- L’Exhibitionnisme et sa pudeur, Fata Morgana, 1980
- Échéance, Flammarion, 1983
- Degottex, éditions du Regard, 1986
- Désistement, éditions Les Matinaux, 1987
- Le Jardin botanique, P.O.L, 1988
- Éclipses, Éditions Fourbis, 1990
- Le Singe mendiant, POL, 1991
- Proustiennes, Fata Morgana, 1991
- Robert Ryman, le paradoxe absolu, L’Echoppe, 1991
- Antoni Tapies, la substance et les accidents, éditions Unes, 1991
- L’Île des morts, POL, 1994
- Échiquier du rêve, L'Echoppe, 1998
- Painting, Black Square editions, 1999, trad. Brian Evenson
- La Vraie nature des ombres, POL, 2000
- Nicola De Maria, L’Echoppe, 2000
- Tapiès ou la Poétique de la matière, Bibliothèque Nationale de France, 2001
- Tapiès et ses lieux, Tapiès Obra Completa VII, Poligrafa, 2003
- Distant Noise, Avec Books, trad. Norma Cole, Lydia Davis, Serge Gavronsky, Cole Swensen, 2003
- Gloire des formes, POL, 2005
- Louise Bourgeois, femme maison, L’Echoppe, 2008
- The Real Life of Shadows, Post Apollo Press, 2009, trad. Cole Swensen
- Léonard, le Duc et le Prieur, éditions Chandeigne, 2009
- Samuel Beckett dans ses petits souliers, L’Echoppe, 2009
- Louise Bourgeois : Moi, Eugénie Grandet, Gallimard, 2010
- Naissance (illustrations de Louise Bourgeois), Fata Morgana, 2010
- Michel Leiris face à lui-même, L’Echoppe, 2011
- Rue du Regard, POL, 2012
- La vie posthume de RW, Fata Morgana, 2012. Livre illustré par Jan Voss
- The posthumous life of RW, trad. Cole Swensen, Omnidawn, 2014
- Calme toi, Lison, POL, 2016
- L'Effet Wittgenstein, illustrations d'Etel Adnan, Fata Morgana, 2016
- Le Portrait véritable, Fata Morgana, 2017. Livre illustré par Jaume Plensa
- David Hockney à l'atelier, L'Echoppe, 2017
- L'écriture des formes, Galerie Jean Fournier, 2017
- Paradoxes de Robert Ryman, L'Échoppe, 2018
- Les Élus et les damnés, illustrations de Louis Soutter, Fata Morgana, 2019
- Kounellis, homme ancien, artiste moderne, L'Échoppe, 2019
- Le Miroir magique, POL, 2020
- David Hockney en Pays d'Auge, L'Échoppe, 2020
- L'Éloquence de la ligne, entretien avec Saul Steinberg, L'Échoppe, 2021
- La Blancheur de la baleine, POL, 2023
- Probité de l'image, L'Atelier Contemporain, 2024